# Caseria

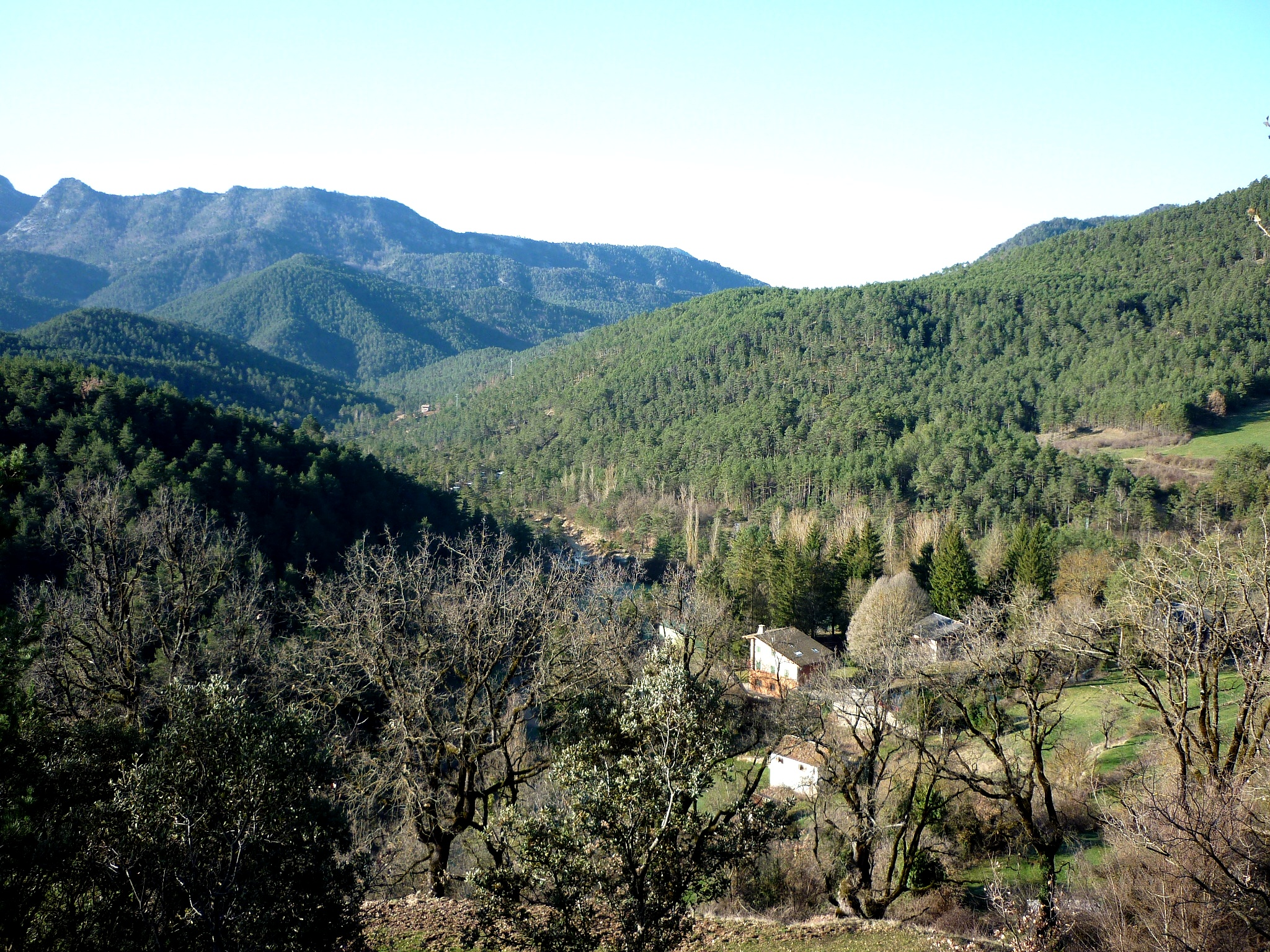
Caseria de Llinars de l'Aiguadora, del municipi de Castellar del Riu (Berguedà)

Una caseria o caseriu és una entitat de població formada per un grup de cases, habitualment de pagès, més o menys allunyades del poble al qual pertanyen, i que no s'ajusta, per volum i importància, a cap de les altres definicions incloses en el genèric entitat de població: ciutat, vila, poble, veïnat, raval…